# Tajima Naoto

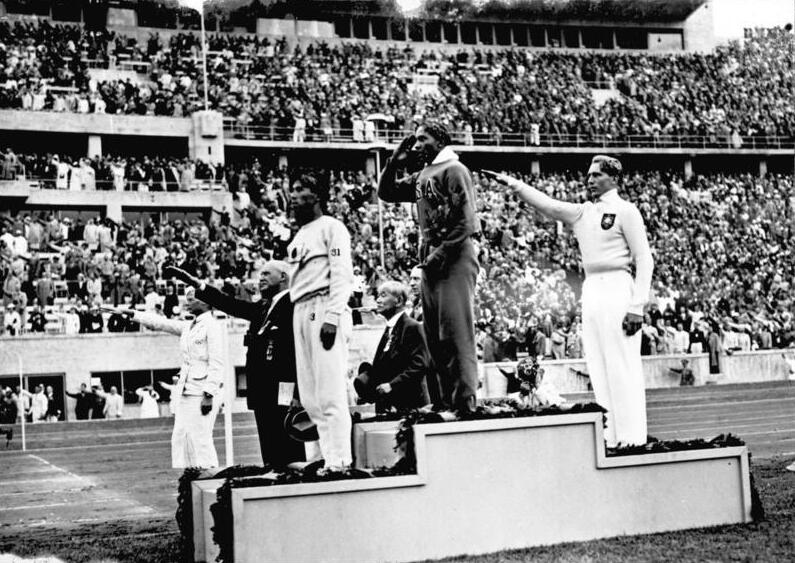
Siegerehrung im Weitsprung: Mitte Jesse Owens, links: Tajima, rechts: Luz Long

Tajima Naoto (jap. 田島 直人; * 15. August 1912 in Iwakuni; † 4. Dezember 1990) war ein japanischer Leichtathlet und Olympiasieger. Er war der erste Dreispringer, der die Weite von 16 Metern erreichte. Bei einer Körpergröße von 1,78 m hatte er ein Wettkampfgewicht von 67 kg.
Sein olympisches Debüt gab Tajima bei den Olympischen Spielen 1932 in Los Angeles als er im Weitsprung mit 7,15 m den sechsten Platz belegte. 1934 gewann er bei den Far Eastern Games den Weitsprung und wurde Dritter im Dreisprung. 
Bei den Olympischen Spielen 1936 in Berlin wurde am 4. August das Finale im Weitsprung ausgetragen. Hinter dem US-Amerikaner Jesse Owens (8,06 m) und dem Deutschen Luz Long (7,87 m) gewann Tajima mit 7,74 m Bronze. Er hatte einen Zentimeter Vorsprung auf die beiden Viertplatzierten, dem Deutschen Wilhelm Leichum und dem Italiener Arturo Maffei.
Am 6. August 1936 stand dann das Dreisprungfinale auf dem Plan. Die Qualifikationsweite von 14 Metern hatten gleich 23 Athleten übertroffen, darunter der australische Weltrekordhalter Jack Metcalfe, der Ende 1935 15,78 m gesprungen war. Nach drei Versuchen schieden 17 Athleten aus, darunter auch Luz Long. In Führung lag nach dem Vorkampf Tajima mit 15,76 m vor Metcalfe mit 15,50 m und dem zweiten Japaner Masao Harada mit 15,45 m. Im vierten Versuch übersprang Tajima dann die Weltrekordmarkierung und landete bei 16,00 m. Im letzten Versuch sprang Harada noch auf 15,66 m und sicherte sich Silber.
Tajima sprang 1938 noch einmal 14,81 m und beendete dann seine Karriere. Er war in späteren Jahren Direktor des japanischen Amateur-Sportverbandes. Sein Weltrekord wurde 1951 durch den Brasilianer Adhemar Ferreira da Silva um einen Zentimeter überboten. Tajima Naoto war der dritte japanische Dreisprungolympiasieger in Folge. Drei Tage nach Tajima gewann der koreastämmige Japaner Son Kitei im Marathonlauf für Japan. Danach gewann Japan keine Goldmedaille mehr in der olympischen Leichtathletik, bis 2000 die Marathonläuferin Naoko Takahashi in Sydney Gold gewann.